# Zambayonny
Diego Adrián Perdomo, conocido por su pseudónimo artístico Zambayonny (Buenos Aires, 8 de septiembre de 1973), es un cantautor, músico, compositor y escritor argentino. Con una larga trayectoria, la popularidad en su país llegó de la mano de un estilo idiosincrático, caracterizado por ser una mezcla de música de trova con letras subidas de tono, acotaciones de doble sentido y lenguaje soez. Posteriormente (alrededor del 2014) dio un giro a su estilo de canciones, volcándose a letras más introspectivas y menos directas, utilizando también historias de casos policiales como base para las mismas.

## Biografía

### Primeros años
Perdomo nació en la Ciudad de Buenos Aires en 1973, pero vivió la mayor parte de su vida en Bahía Blanca, al sur de la provincia de Buenos Aires. Por parte de su abuelo, aprendió a tocar la guitarra y formó su primera banda de rock, llamada Ex Turistas. Sin embargo, no tenía pensado dedicarse a la música. Por ese entonces, había tenido varios empleos, entre ellos era profesor de ajedrez y repartidor de impuestos. Su apodo, proviene de un personaje inventado por el mismo, que es en si, una mezcla de un argentino (zamba) y un estadounidense (Johnny).
Es también reconocido simpatizante del club Olimpo de Bahía Blanca.

## Carrera artística
Comenzó su carrera artística en el año 2006, subiendo su material a Internet, después de años de grabando álbumes musicales y escribiendo cuentos en forma independiente en su casa, logrando inmediatamente una fuerte repercusión en el público; con canciones como «Yo los considero mis hermanos», «El whisky de Dios», «Volviste muy puta de Gesell» y la icónica «Las cosas que dejé».
El álbum Búfalo de agua, fue nominado a los Premios Carlos Gardel, como mejor disco del año en la categoría Mejor Autor, pero perdió ante León Gieco por El desembarco.
En noviembre del año 2013, edita su cuarto trabajo discográfico, titulado Los años locos con producción artística de Supercharango y la venta exclusiva online de MercadoLibre.
En 2016, en la serie de televisión La última hora, se utilizó un fragmento de la canción «El whisky de Dios» de su obra Salvando las distancias.
En el año 2016 lanza al mercado "Hotel de Canciones" donde denota una gran producción musical, manteniendo el mismo humor pero con una poesía menos explícita. 
Durante el 2017 graba en vivo, en el teatro opera de la calle Corrientes, el "Concierto Aniversario". Haciendo un recuento de sus mejores canciones, cuenta con la participación especial de Rafa Pons, un cantautor español.
En octubre de 2018, anuncia la salida de un nuevo disco, además de realizar tres shows repitiendo exactamente igual "Salvando Las Distancias", como aniversario de su primer disco.

### Escritura
En el año 2010, publicó su primera novela, Biografía de un superhéroe, con gran repercusión y excelentes críticas completando esta historia en 2012 con Leyenda de un superhéroe ambas editas por la editorial Marea.
En marzo de 2014, escribe una columna sobre fútbol todos los domingos en el suplemento Ni a Palos, que se publica junto al diario Tiempo Argentino.
En octubre de 2015 editó su tercer libro, titulado La suerte del campeón, que recoge relatos y cuentos, relacionados con el fútbol.

## Influencias y estilo
Entre los artistas que lo han influenciado, se encuentran: Joaquín Sabina, Joan Manuel Serrat, Silvio Rodríguez, Jaime Roos, Agarrate Catalina, Tabaré Cardozo, The Beatles, Alfredo Zitarrosa, Jorge Cafrune, entre otros.
Su estilo es conocido como "romance guarango" o "amor escatológico"; debido al uso constante de malas palabras, humor negro, machismo revisitado y connotaciones relacionadas con lo sexual y la vulgaridad en su totalidad. Entre sus canciones más conocidas que llevan esta impronta, se encuentran: «Las cosas que deje» (que habla sobre las adicciones y cuestiones personales más intimas, pero no puede dejar de masturbarse de forma compulsiva), «La incogible» (que habla de una mujer que no era muy linda ni muy fea, pero nadie puede tener relaciones sexuales con ella), «El último peaje» (de una persona que se enamora de una modelo de un cartel publicitario en una ruta y termina estrellándose con su auto), «Las tres cosas de la vida», «Soy Súperman», «El equilibrio del mundo», «Milanesa de pija», etc.

Mis canciones son dosis de humor y resultadistas, con lenguaje en algunos casos subido de tono. Los críticos tienen problemas conmigo, yo no. Lo que yo hago principalmente son canciones donde uno intenta que la canción soporte tres escuchadas. Canciones que, a medida que pasa el tiempo, se van enriqueciendo y donde el oyente puede encontrar cosas nuevas, entrelíneas, citas y humor.
Zambayonny

## Discografía
| Año  | Disco                                           | Discográfica  |
| ---- | ----------------------------------------------- | ------------- |
| 2001 | El Secreto de los Extraños                      | Independiente |
| 2003 | Casualidades de un Mundo Frágil                 | Independiente |
| 2004 | La Pistola de Carne                             | Independiente |
| 2004 | Salita Verde                                    | Independiente |
| 2004 | Pensando en Voz Alta                            | Independiente |
| 2005 | La Pendeja Puta que Todos Llevamos Dentro       | Independiente |
| 2006 | Milanesa de Pija                                | Independiente |
| 2007 | Ciudades (bajo el nombre de "Leopoldo Mistral") | Independiente |
| 2007 | Tu Palabra Contra la Mia                        | Independiente |
| 2007 | Salita Negra                                    | Independiente |
| 2008 | Salvando las Distancias                         | Pelo Music    |
| 2011 | Búfalo de Agua                                  | Pelo Music    |
| 2012 | Un Hombre Afortunado                            | Pelo Music    |
| 2013 | Los Años Locos                                  | Independiente |
| 2016 | Hotel de Canciones                              | Independiente |
| 2017 | Concierto Aniversario                           | Independiente |
| 2018 | 12 Maneras de Vencer la Realidad                | Independiente |
| 2020 | Canciones en Orsai                              | Independiente |
| 2021 | Ni Tú Ni Vos                                    |               |
| 2025 | El Mejor de los Mundos Posibles                 |               |

## Libros editados

### Novelas
| Año  | Título                     | Editorial       |
| ---- | -------------------------- | --------------- |
| 2010 | Biografía de un Superhéroe | Editorial Marea |
| 2012 | Leyenda de un Superhéroe   | Editorial Marea |
| 2015 | La suerte del Campeón      | Editorial Marea |
| 2020 | Subtitulado                | Editorial Orsai |

## Premios

### Premios Gardel
| Año  | Trabajo nominado | Categoría                | Resultado |
| ---- | ---------------- | ------------------------ | --------- |
| 2012 | «Búfalo de agua» | Mejor producción del año | Nominado  |